# Sakja Pandita
Sakja Pandita, též Sakja-pandita, původním jménem, Künga Gjalchän (1182–1251), byl tibetský duchovní učitel a buddhistický učenec.
Bývá považován za jednoho z pěti učenců, od jejichž učení odvozuje svůj původ buddhistická škola sakja. Sakja Pandita je považován za emanaci Maňdžušrího, bódhisattvy moudrosti. Napsal několik spisů, v českém jazyce vyšla jeho práce pod názvem Pokladnice moudrých rčení v překladu Josefa Kolmaše a Jany Štroblové.